# Bikinia grisea
Bikinia grisea är en ärtväxtart som beskrevs av Jan Johannes Wieringa. Bikinia grisea ingår i släktet Bikinia och familjen ärtväxter. Inga underarter finns listade i Catalogue of Life.